# NGC 1350
NGC 1350 est une galaxie spirale barrée située dans la constellation du Fourneau.NGC 1350 a été découverte par l'astronome écossais James Dunlop en 1826.

## Caractéristiques
La classe de luminosité de NGC 1350 est I-II et elle présente une large raie HI. C'est aussi une galaxie active de type Seyfert.

### Distance
Sa vitesse par rapport au fond diffus cosmologique est de 1 799 ± 8 km/s, ce qui correspond à une distance de Hubble de 26,5 ± 1,9 Mpc (∼86,4 millions d'al).

### Distance, appartenance à l'amas du Fourneau et diamètre
NGC 1350 est à environ 87 millions d'années-lumière de la Voie lactée, ce qui la situe un peu au-delà des galaxies de l'amas du Fourneau dont les distances varient 57 à 68 millions d'années-lumière. Cependant, 21 mesures non basées sur le décalage vers le rouge (redshift) donnent une distance de 18,829 ± 3,429 Mpc (∼61,4 millions d'al), ce qui est à l'extérieur des valeurs de la distance de Hubble. Cette fourchette de distances, de 50 à 73 millions d'années-lumière, placerait cette galaxie dans l'amas du Fourneau.
De plus, notons que c'est avec la valeur moyenne des mesures indépendantes, lorsqu'elles existent, que la base de données NASA/IPAC calcule le diamètre d'une galaxie et qu'en conséquence le diamètre de NGC 1350 pourrait être d'environ 62,3 kpc (∼203 000 al) si on utilisait la distance de Hubble pour le calculer.

## Classification morphologique
La base de données NED indique que la classification de NGC 1350 est (R')SB(r)ab ce qui en fait une galaxie spirale barrée (la lettre B). La présence d'une barre centrale est cependant loin d'être évidente sur la photographie provenant de l'Observatoire européen austral. La présence de la notation (R') indique qu'un pseudo-anneau entoure la galaxie. De même la présence de la notation (r) indique la présence d'un anneau autour du bulbe central.
NGC 1350 a été utilisée par Gérard de Vaucouleurs comme une galaxie de type morphologique (R1')SAB(r)ab dans son atlas des galaxies,.
Eskridge, Frogel et Pogge ont publié un article en 2002 décrivant la morphologie de 205 galaxies spirales ou lenticulaires rapprochées. Les observations ont été réalisées dans la bande H de l'infrarouge et dans la bande B (le bleu). Selon Eskridge et ses collègues, NGC 1350 est de type (R)SAB(r)a dans la bande B et (R)SB(r)a dans la bande H. La source nucléaire de cette galaxie est ponctuelle et brillante. Le bulbe elliptique est orienté presque N-S. La barre est inclinée NE-SW par rapport au grand axe du bulbe. La barre est plus évidente à partir des anses brillantes à ses extrémités. Ces anneaux forment un pont vers un anneau antérieur ou vers des bras étroitement enroulés. Des caractéristiques spiralées de faible luminosité de surface émergent de l'anneau aux extrémités du grand axe et ils s'enroulent pour former un anneau intérieur.

## Image

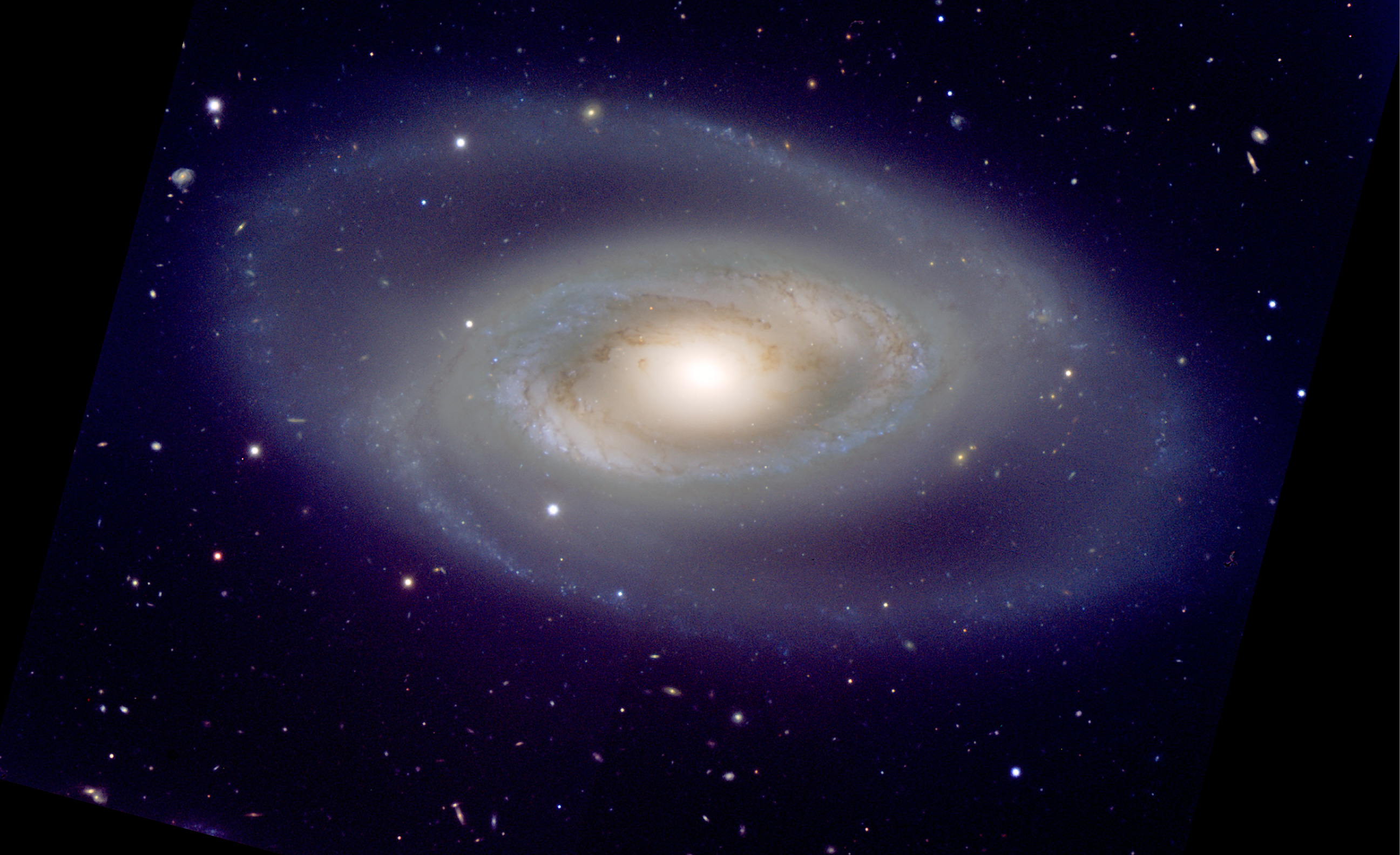
NGC 1350 par l'ESO.

L'image de NGC 1350 ci-haut est en couleurs presque vraies et elle a été obtenue le 26 janvier 2000 à l'aide du télescope Kueyen de 8,2 mètres du VLT opéré par l'Observatoire européen austral au Cerro Paranal, Chili. Les observations ont été faites aux longueurs d'onde suivantes (et affectées les couleurs suivantes) : B (bleu) pendant 6 minutes, V (vert) pendant 4 minutes, R (orange) pendant 3 minutes et I (rouge) pendant 3 minutes. L'image couvre une région de 8,0 × 5,0 minutes d'arc de ciel. Le nord se situe à la gauche tandis que l'est est en bas.
L'angle de vue ainsi que les deux anneaux font un peu ressembler la galaxie NGC 1350 à un œil cosmique. Un autre fait intéressant est l'apparence faible des deux bras externes, à travers lesquels un certain nombre de galaxies en arrière-plan peuvent être vues. La teinte bleue de la région extérieure indique la présence de formation stellaire.

## Supernova
La supernova SN 1959A a été découverte dans NGC 1350 le 6 juin 1959 par H.S. Gates dans le cadre du programme de recherche de supernova de l'observatoire Palomar. Le type de cette supernova n'a pas été déterminé.

## Groupe de NGC 1316 et l'amas du Fourneau
NGC 1350 fait partie du groupe de NGC 1316. Ce groupe est aussi membre de l'amas du Fourneau,, et il comprend au moins 20 galaxies, dont les galaxies IC 335, NGC 1310, NGC 1316, NGC 1317, NGC 1341, NGC 1350, NGC 1365, NGC 1380, NGC 1381, NGC 1382 et NGC 1404.